# Festival di Napoli 1968
Il sedicesimo festival della canzone napoletana si tenne a Napoli dall'11 al 13 luglio 1968.

## Classifica, canzoni e cantanti
| Posizione | Canzone                      | Autori                                  | Artista                                                          | Voti |
| 1.        | Core spezzato                | (P. Russo e Mazzocco)                   | Mirna Doris - Tony Astarita                                      | 35   |
| 2.        | Bandiera bianca              | (De Crescenzo e A. Alfieri)             | Sergio Bruni - Maria Paris                                       | 25   |
| 3.        | Guappetella Ammore 'e Napule | (Esposito e Romeo) (Chiarazzo e Ruocco) | Giacomo Rondinella - Antonio Buonomo Claudio Villa - Mirna Doris | 24   |
| 5         | Meno 10 meno 5 meno 4 meno 3 | (R. Cutolo e Giarondi)                  | Maria Paris e Giacomo Rondinella - Luciano Lualdi                | 20   |
| 6         | 'O trapianto                 | (Mastrominico, Festa e Iglio)           | Aurelio Fierro - Enza Nardi                                      | 19   |
| 7         | Lacrema                      | (Salvatore Palomba e Eduardo Alfieri)   | Mario Abbate - Mario Trevi                                       | 18   |
| 8         | 'O timido                    | (G. Vito, Ferrara e Marsiglia)          | Aurelio Fierro - Vittorio Marsiglia                              | 16   |
| 9         | Canta st'ammore              | (Soricillo e Campassi)                  | Claudio Villa - Livia                                            | 15   |
| 10        | 'E carezze d' 'o munno       | (Annona e Aterrano)                     | Tony Astarita - Mei Lang Chang                                   | 11   |
| 11        | Ricordo 'e maggio            | (Paliotti e Pirozz)                     | Aurelio Fierro - Mei Lang Chang                                  | 10   |
| 12        | Mo levo o nun mo levo        | (Moxedano e Sorrentino)                 | Giacomo Rondinella - Maria Paris                                 | 9    |
| 13        | 'O munno 'e na palla         | (R. Dura e C. Salerni)                  | Nunzia Greton - Cinzia                                           | 8    |
| 14        | Ammore mio                   | (Pugliese e Monetti)                    | Nunzio Gallo - Gloriana                                          | 6    |

### Non finaliste
| Canzone | Autori                     | Artista                                 |                                                             |
|         | Cchiu' forte 'e me         | (U. Martucci, Colosimo e Landi)         | Mario Merola - Ben Venuti                                   |
|         | Comm'a nu sciummo          | (Barrucci, Gregoretti e C. Esposito)    | Mario Trevi - Mario Merola                                  |
|         | Dimme ca tuorne a mme!     | (V. De Sica e M. De Sica)               | Nunzio Gallo - Luciano Tomei                                |
|         | Egregio milionario         | (G. Pisano e Barile)                    | Mario Abbate - Fulvio Picone                                |
|         | Mezzanotte mmiez'''a via   | (Pietrucci, Acampora e Manetta)         | Enrico Farina - Tony Bruni                                  |
|         | Napule e tu                | (G. e M. Compostella e Cioffi)          | Pino Mauro - Nino Delli                                     |
|         | Nun 'o ssapevo             | (E. De Mura e M. Gigante)               | Dean Reed - Paola Orlandi                                   |
|         | Nun voglio vivere accussi' | (R. De Vita e G. Martucci)              | Don Franco con Bruno Baresi & The Brothers - Mario Da Vinci |
|         | Serenata azzurra           | (Grotta e Bruni)                        | Sergio Bruni - Luciano Tomei                                |
|         | Sott' 'e stelle            | (Murolo, Forlani, Gagliardi e Amendola) | Peppino Gagliardi - Guido Russo                             |

## Orchestra
Diretta dai maestri: Eduardo Alfieri, Gianni Aterrano, Enrico Buonafede, Giancarlo Chiaramello, Stelvio Cipriani, Maurizio De Angelis, Carlo Esposito, Tonino Esposito, Angelo Giacomazzi e Tony Iglio. Complesso Vocale i 4+4 di Nora Orlandi.

## Organizzazione
Dell'Ente per la Canzone Napoletana - Ente Salvatore Di Giacomo